# José Carlos Mariátegui
José Carlos Mariátegui (Moquegua, 14 juin 1894 – Lima, 16 avril 1930) est un écrivain, philosophe, journaliste et militant politique péruvien dont la pensée a marqué durablement les générations postérieures dans tout le continent sud-américain. 
Écrivain prolifique jusqu’à son décès précoce à l’âge de 35 ans, Mariátegui est considéré comme l’un des marxistes latino-américains les plus influents du XXe siècle. Il est l'un des fondateurs du Parti socialiste péruvien (PSP) en 1928. 
Son œuvre la plus connue, Sept essais d’interprétation de la réalité péruvienne, rédigée en 1928, demeure un livre phare en Amérique du Sud. Il est l'un des pionniers de l’indigénisme.

## Biographie

### Enfance
José Carlos Mariátegui est né à Moquegua en 1894 dans un milieu modeste. Son père quitte le foyer familial alors qu’il est encore enfant. Sa mère, María Amalia La Chira Ballejos, quitte Moquega pour Lima dans un premier temps, puis se rend à Huacho où elle a de la famille susceptible de l’aider à entretenir ses trois enfants : José Carlos, son frère Julio César et sa sœur Guillermina. 
En 1902, José Carlos est hospitalisé à Lima pour une blessure importante à la jambe gauche, consécutive à une chute. Les séquelles sont importantes, et malgré quatre années de convalescence, la jambe blessée demeure fragile, le rendant incapable de poursuivre ses études. Les conséquences de cette blessure ont des effets à long terme sur sa santé déjà fragile.

### Débuts dans le journalisme
À l’âge de 14 ans, il commence à travailler comme coursier pour le journal La Prensa, où il devient chroniqueur par la suite. En 1916, il quitte son premier employeur pour le quotidien El Tiempo, dont les tendances politiques sont plus à gauche. Deux ans plus tard, il lance son propre magazine, mais les propriétaires de El Tiempo refusent de l’imprimer. Il crée alors de façon indépendante son propre journal, La Razón. Il y soutient avec virulence la lutte des étudiants pour la réforme universitaire, et les revendications du jeune mouvement des travailleurs. Son radicalisme met le journal en porte-à-faux avec le gouvernement de Leguía, et on raconte que José Carlos Mariátegui se vit donner le choix de partir pour l’Europe, ou d’aller en prison.

### Voyage en Europe
Rumeur fondée ou non, Mariátegui se rend effectivement en Europe en 1920, et voyage pendant deux ans à travers la France (où il entre en contact avec Henri Barbusse et le groupe Clarté), l'Allemagne, l'Autriche et l'Italie, où il épouse Ana Chiappe, avec laquelle il a plusieurs enfants. Il se trouve en Italie en 1920 pendant l'occupation des usines de Turin, et en janvier 1921, il est présent au Congrès de Livourne du Parti socialiste italien, où se produit la scission historique qui conduit à la formation du Parti communiste. Lorsqu'il quitte le pays, en 1922, Mussolini est à la conquête du pouvoir.
Dans les écrits de cette période, Mariátegui constate que le fascisme est une réponse à une crise sociale profonde, et qu'il s'appuie sur la bourgeoisie et un important culte de la violence. Selon son analyse, le fascisme est le prix que paye une société en crise pour les défaillances de la gauche.

### Engagement socialiste
De retour au Pérou en 1923, il commence à rédiger des articles sur la situation en Europe et à étudier celle du Pérou sous l'angle du marxisme. Il entre également en contact avec Víctor Raúl Haya de la Torre, dirigeant de l'Alliance populaire révolutionnaire américaine, dont il partage les idées indigénistes. En octobre 1923, Haya de la Torre doit s'exiler à Mexico, laissant Mariátegui à la tête du magazine Claridad. Le cinquième numéro de cette publication est dédié à Lénine en mars 1924.
En 1924, Mariátegui doit subir une amputation de sa jambe blessée. En 1926, il fonde le journal Amauta pour offrir un forum d'expression au socialisme, à l'art et à la culture du Pérou et de toute l'Amérique latine. 
En 1928 il commence à établir le Parti socialiste, qui est finalement constitué en octobre et dont il est le secrétaire général (ce parti devient en 1930 le Parti communiste péruvien). Il publie également les Sept essais d'interprétation de la réalité péruvienne, où il examine la situation économique et sociale du Pérou d'un point de vue marxiste. Cet ouvrage est considéré comme le premier document d'analyse de la société latino-américaine. Commençant par l'histoire économique du pays, le livre se poursuit avec une présentation du « problème indien », que Mariátegui relie au « problème agraire ». Les autres chapitres sont dédiés à l'éducation, la religion, le régionalisme et la centralisation, ainsi que la littérature.
Dans le même ouvrage, Mariátegui reproche aux propriétaires terriens la situation économique du pays et les conditions de vie misérables des indigènes de la région. Il note que le Pérou a encore de nombreuses caractéristiques des sociétés féodales. Il défend l'idée que la transition vers le socialisme pourrait s'opérer sur les formes d'un collectivisme traditionnel comme le pratiquaient les Amérindiens. 
Mariátegui propose ainsi une adaptation du marxisme aux pays anciennement colonisés d'Amérique latine, dans lesquels la compréhension de l'histoire en termes de luttes de classes doit faire droit à la spécificité de sociétés paysannes et indigènes. La colonisation ayant produit une société où les hiérarchies raciales entre Blancs, créoles, Indiens et Noirs déterminent les positions de classe, il donne à l’antiracisme une place centrale dans la lutte communiste sur le continent.
En outre, Mariátegui développe, sous l'influence de Georges Sorel, un intérêt assez singulier pour la « morale des producteurs », c'est-à-dire l'ensemble des représentations du monde qui meuvent les différents acteurs de la lutte de classes. Il rapproche par ce biais le marxisme de la psychologie sociale, en pointant l'importance de comprendre les catégories morales qui animent le prolétariat comme la bourgeoisie.  
En 1929, Mariátegui participe à la constitution de la Confédération générale des travailleurs du Pérou (CGTP).
Il meurt le 16 avril 1930, des complications de santé liées à sa blessure de jeunesse.

## Anecdotes
- José Carlos Mariátegui est un descendant de Francisco Javier Mariátegui Tellería, l'un des signataires de la déclaration d'indépendance du Pérou en 1821.
- Dans le film sur la jeunesse du Che Guevara « Carnets de Voyages », le médecin péruvien hôte d'Ernesto Guevara lui prête un exemplaire de Sept essais d'interprétation de la réalité péruvienne. Donc, Ernesto Guevara (plus tard connu comme « el Che ») se serait initié à la théorie marxiste avec les écrits de José Carlos Mariátegui.

## Œuvres
- La scène contemporaine, Editions Guaicaipuro, Paris, 2023  (ISBN 979-8873214686)
- Sept essais d'interprétation de la réalité péruvienne, Editions Guaicaipuro, Paris, 2023  (ISBN 979-8872552345)
- Le roman et la vie. Siegfried et le professeur Canella et autres essais, Editions Guaicaipuro, Paris, 2023  (ISBN 979-8873155217)
- Défense du marxisme, Éditions Delga, Paris, 2014 (ISBN 978-2-915854-71-8)
- Ni calque, ni copie (anthologie), Éditions Delga, Paris, 2020  (ISBN 9782376071945 et 978-2376071945)

Sont également disponibles quelques textes sur la version hispanophone du site marxists.org